# جغد خالدار جنوبی
جغد خالدار جنوبی، جغد کوچک خالدار، جغد کوچک جنوبی یا جغدک خالدار (نام علمی: Athene brama) گونه‌ای جغد است که در سرده جغد سنگی قرار دارد. نواحی استوایی و گرم آسیا نظیر هند و آسیای جنوب شرقی زستگاه این پرنده است.